# Shahrestān-e Kangān
Shahrestān-e Kangān (persiska: شهرستان كنگان, كنگان) är en delprovins (shahrestan) i Iran.   Den ligger i provinsen Bushehr, i den södra delen av landet, 900 km söder om huvudstaden Teheran.
Delprovinsen hade 107 801 invånare 2016.